# هنریک کارو
هنریک کارو (آلمانی: Heinrich Caro؛ زاده ۱۳ فوریهٔ ۱۸۳۴ – درگذشته ۱۱ سپتامبر ۱۹۱۰) شیمیدان اهل آلمان بود.